# Trippelvaccination
Trippelvaccination är en samtidig vaccinering mot tre olika sjukdomar. På svenska har begreppet åtminstone tidigare oftast syftat på vaccinering med ett blandvaccin mot difteri, stelkramp och kikhosta. Denna vaccinering nyttjades inom den svenska hälsovården från 1950-talet och fram till 1970-talet samt sedan återigen från och med 1996.
På grund av dålig effekt och hög andel biverkningar med kikhostekomponenten, byttes denna vaccinering i slutet av 1970-talet ut mot en duplexvaccination, med endast vaccin mot difteri och stelkramp. 1996 godkändes dock ett nytt trippelvaccin.
En annan typ av "trippelvaccination" gäller samtidig vaccination mot mässling, påssjuka och röda hund, i Sverige brukat sedan 1982. Detta blandvaccin kallas dock ofta MPR-vaccin.